# Anreicherungsgrad
In der Natur vorkommendes Uran besteht zu etwa 0,7 % aus dem leichteren Isotop mit der Massenzahl 235 (235U) und zu 99,3 % aus dem schwereren Isotop mit der Massenzahl 238 (238U). Um das Uran als Kernbrennstoff in Reaktoren einsetzen zu können, muss bei den meisten Reaktortypen zuvor eine Anreicherung stattfinden.
In einer Anreicherungsanlage werden die beiden Isotope teilweise voneinander getrennt. Dabei entsteht ein Produkt mit einem gegenüber dem Ausgangswert von 0,7 % erhöhten Anteil an 235U. Diesen Wert bezeichnet man als Anreicherungsgrad. Bei Uranbrennstoff für Leichtwasserreaktoren liegt der Anreicherungsgrad etwa bei 3 bis 4 %.